# Lendvadedes
Lendvadedes è un comune dell'Ungheria di 33 abitanti (dati 2001). È situato nella contea di Zala.